# Hakea fraseri
Hakea fraseri (лат.) — кустарник, вид рода Хакея (Hakea) семейства Протейные (Proteaceae), произрастает на севере Нового Южного Уэльса в Австралии. Цветёт с сентября по октябрь.

## Ботаническое описание
Hakea fraseri — лигнотуберозный кустарник высотой 3-4 м. Цветёт кремово-белыми цветами с сентября по октябрь.

## Таксономия
Вид Hakea fraseri был впервые официально описан шотландским ботаником Робертом Броуном в 1830 году в Prodromus Florae Novae Hollandiae. Ранее ошибочно считалась подвидом  Hakea lorea Hakea lorea lorea R.M.Barker.

## Распространение и местообитание
Ареал H. fraseri ограничен Северными плато и северо-западными склонами Нового Южного Уэльса. Отдельная популяция зарегистрирована в районе Колларенбери на Северо-Западных равнинах. Недоступные местообитания вида затрудняют определить частоту встречаемости этото кустарника. Растёт в лесах на сухих каменистых склонах, ущельях и на хорошо дренированных крутых склонах либо на вертикальных каменистых стенах в ущельях.

## Охранный статус
H. fraseri имеет статус «угрожаемый» от Департамента окружающей среды и энергии правительства Австралии.